# Sanuki
Pour l’article homonyme, voir Province de Sanuki.
Sanuki (さぬき市, Sanuki-shi) est une ville située dans la préfecture de Kagawa, au Japon.

## Géographie

### Situation
Sanuki est située dans l'ouest de la préfecture de Kagawa, au bord de la mer intérieure de Seto, au Japon.

### Municipalités limitrophes
| Takamatsu | mer intérieure de Seto | mer intérieure de Seto |
| Miki      | Sanuki                 | Higashikagawa          |
| Miki      | Mima, Awa              | Higashikagawa          |

### Démographie
En mai 2021, la population de Sanuki était de 46 917 habitants répartis sur une superficie de 158,63 km2.

### Climat
Sanuki a un climat subtropical humide caractérisé par des étés chauds et des hivers frais avec de légères chutes de neige. La température moyenne annuelle est de 15,5 °C. La pluviométrie annuelle moyenne est de 1 606 mm, septembre étant le mois le plus humide.

## Histoire
La ville de Sanuki a été créée en 2002 de la fusion des anciens bourgs de Shido, Tsuda, Nagao, Sangawa et Ōkawa.

## Culture locale et patrimoine
- Ōkubo-ji, 88e temple du pèlerinage de Shikoku.
- Parc préfectoral Kikaku

## Transports
La ville est desservie par la ligne Kōtoku  de la JR Shikoku et les lignes Nagao et Shido de la compagnie Kotoden.